# امین فقیری
امین فقیری (۳۰ آذر ۱۳۲۲ هـ.ش شیراز) پژوهشگر، نمایش‌نامه‌نویس و نویسنده ایرانی است.

## زندگی
فقیری در شیراز به دنیا آمد و در خانواده‌ای اهل کتاب و فرهنگ بزرگ شد. وی برادر ابوالقاسم فقیری فارس‌شناس معروف است. وقتی که در لباس سپاه دانش به روستا رفت زندگانی تلخ روستاییان او را واداشت تا از آن‌ها بنویسد. وی حاصل چهار سال نوشتن را همگی در نخستین مجموعهٔ داستانی خود به نام دهکدهٔ پرملال در سن ۲۳ سالگی انتشار داد. این کتاب تا قبل از انقلاب ۵ بار چاپ شد ولی پس از آن اجازه چاپ نیافت. چاپ ششم آن در سال ۱۳۸۲ توسط نشر چشمه منتشر شد.
این کتاب جزء کتابهای شاخص دهه ۴۰ و ۵۰ است. بزرگان ادبیات ایران همگی این کتاب را ستودند و به دلیل ممنوعیت چاپ مجدد، در اروپا داستاهای این کتاب به صورت زیراکسی پخش می‌شد؛ چرا که داستان‌های دهکده پرملال نمودار درد و رنج روستاییانی بود که بر خلاف تبلیغات دولت، از عدم بهداشت، خرافات و فقر فرهنگی و بی چیزی در رنج بودند.
توصیف تنهایی و ملال روحی معلمان روستا و دشواری و خشونت زندگی دهقانان به داستان‌هایش حال و هوایی شاعرانه و دقتی جامعه شناسانه می‌بخشد.
او همراه با محمود دولت آبادی از اولین نویسندگان داستان‌های روستایی ایران به‌شمار می آید.
داستانهای این مجموعه به بیش از ده زبان از جمله انگلیسی، آلمانی، روسی، اردو، ایتالیایی، فرانسوی، ژاپنی و غیره چاپ شده‌است.
از او تا کنون نوزده کتاب در زمینهٔ رمان مجموعه رمان و نمایشنامه و داستان نوجوانان به چاپ رسیده‌است. او در حال حاضر در روزنامه عصر مردم شیراز مشغول به کار است.
نهمین شماره مجله سیاه مشق به پرونده ادبی امین فقیری پرداخته است.

## افتخارات
فقیری در کنار دیگر افتخاراتش به همراه محمود دولت‌آبادی برنده لوح زرین بهترین نویسنده بیست سال داستان‌نویسی ایران در سال ۱۳۷۶ می‌باشد.

## آثار
- دهکده پر ملال (مجموعه داستان) (۱۳۴۶)
- کوچه باغ‌های اضطراب (۱۳۴۸)
- کوفیان (۱۳۵۰)
- شب (نمایشنامه)
- غم‌های کوچک (۱۳۵۲)
- دوست من (نمایشنامه)
- سیری در جذبه و درد
- قالیبافان (نمایشنامه)
- سخن از جنگل سبز است و تبردار و تبر
- دو چشم کوچک خندان
- تمام باران‌های دنیا
- مویه‌های منتشر (۱۳۶۸)
- آهوی زیبای من (برای کودکان)
- اگر باران ببارد (برای نوجوانان)
- گزیده داستان‌ها
- رقصندگان (رمان)
- زندگی با ورزش (برای نوجوانان)
- انگار هیچ وقت نبوده (مجموعه داستان) (۱۳۸۲)
- پلنگ‌های کوهستان (رمان) (۱۳۸۱)
- گربه (۱۳۹۵)
- شهربازی (مجموعه داستان) انتشارات ماه بارن (۱۳۹۵)

## آثار زیر چاپ
- در تو تکرار نمی‌شود آن گل سرخ (نمایشنامه)
- سقزی (نمایشنامه)
- زندگینامه سعدی شیرازی
- استاد قوام‌الدین شیرازی معمار مسجد گوهرشاد
- استاد عیسی شیرازی طراح تاج محل
- میرعماد